# 大哥倫比亞

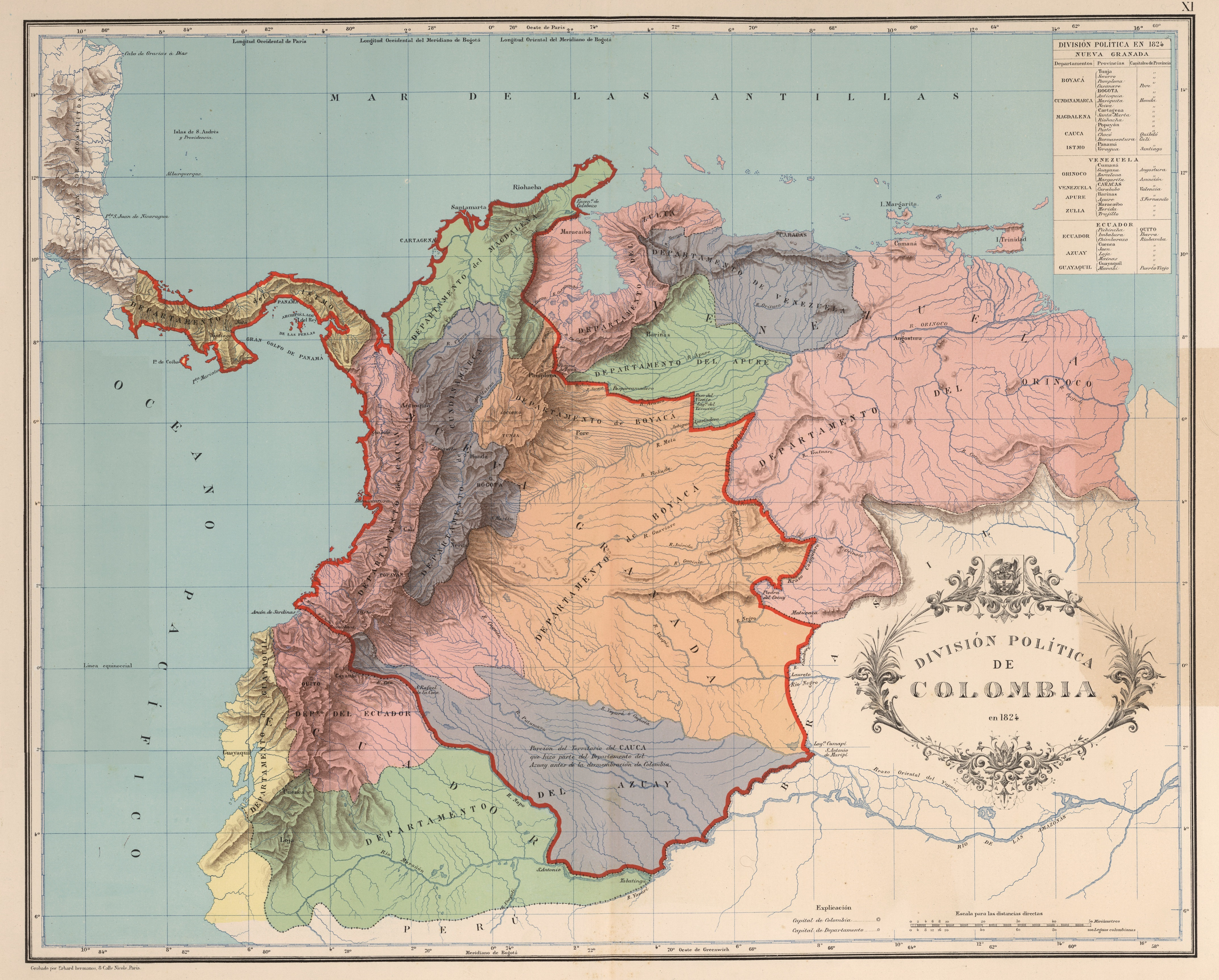
大哥倫比亞地圖顯示了1824年創建的12個省以及與鄰國有爭議的領土

哥倫比亞共和國（西班牙語：República de Colombia），通稱大哥倫比亞（Gran Colombia，西班牙語發音：[ˈɡɾaŋ koˈlombja] ⓘ），是19世紀初拉丁美洲獨立戰爭中，西蒙·玻利瓦爾創建並領導的聯合委內瑞拉和新格拉納達的國家，其地域包括今委內瑞拉、哥倫比亞、厄瓜多爾、巴拿馬，以及哥斯達黎加、秘魯、巴西、圭亞那的小部分；1819年底成立，至1831年解體為新格拉納達共和國、委內瑞拉及厄瓜多爾。

## 國名由來
該國當時的正式名稱是哥倫比亞共和國。後人為了與今哥倫比亞共和國相區別，稱之為「大哥倫比亞共和國」，並於1863年使用該名稱區分大哥伦比亚共和国与之后的哥伦比亚共和国。

## 歷史

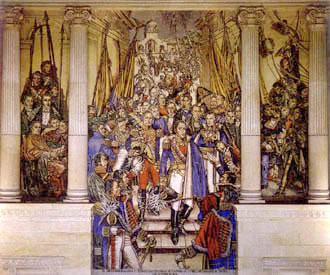
A mural by Santiago Martinez Delgado at the Colombian Congress representing the Congress of Cúcuta

哥倫比亞共和國1821 年由庫庫塔議會在《庫庫塔憲法》（Constitution of Cucuta）中宣布，並在安哥斯圖拉議會（1819 年）期間通過哥倫比亞共和國基本法，根據實際佔有的法律原則所主張的領土，大致相當於原屬新格拉納達總督轄區（1739-1777）的範圍。它統一了前委內瑞拉第三共和國、新格拉納達聯合省、前巴拿馬皇家法庭和基多總督府（在1821 年仍處於西班牙統治之下）的領土。
由於在新格拉納達，玻利瓦爾出人意料地取得勝利後不久就宣布成立新國家，政府暫時定為聯邦共和國，由三個以副總統領導的部組成，首府分設在波哥大（昆迪納馬卡部），加拉加斯（委內瑞拉部）和基多（基多部）。當時基多以及委內瑞拉和新格拉納達的許多省份都還沒有解放。
1821 年庫庫塔議會起草了《庫庫塔憲法》，將共和國首都定為波哥大。玻利瓦爾和桑坦德被國會任命為總統和副總統。庫庫塔議會制定了高度的中央集權制度，因為幾位新格拉納達和委內瑞拉的國會代表（以前是熱心的聯邦主義者），現在認為中央集權制度是戰勝保皇黨所必需的。為了破除地方主義並建立中央對地方行政的有效控制，1824年實施了新的領土區劃。委內瑞拉、昆迪納馬卡和基多被分成較小的部，每個部由中央政府任命的總督管轄，其權力與波旁王朝總督相同 。由於許多地區仍掌握在保皇黨手中，並非所有省份都在庫庫塔議會有代表出席，因此議會與訂在十年內召開新的制憲會議。
在成立的最初幾年，它幫助其他仍在與西班牙交戰的省份獲得獨立：在卡拉波波戰役（Battle of Carabobo）中，委內瑞拉除卡韋略港（Puerto Cabello）外都獲得解放，巴拿馬於1821 年11 月加入聯邦，帕斯托省、瓜亞基爾省和基多省於1821 年加入聯邦。1822 年，在外交官曼努埃爾·托雷斯的努力下，哥倫比亞成為第一個被美國承認的西屬美洲共和國 。其軍隊後來於 1824 年穩定了秘魯的獨立。
玻利瓦爾和桑坦德於 1826 年再次獲得國會任命為正、副總統。

## 背景
委内瑞拉第二共和国短暂停留在军事指挥官的一个失败后，西蒙·玻利瓦尔不得不反思以前的失败的原因，国际形势和实现持久独立的方式。他的思考使他能够达到最终的独立，是由于完全击败西班牙人，以防止收复的行动，保证永久独立的统一的伟大和强大的共和国。这个灵感来自于大陆中央直辖区的新西班牙一直延伸到智利南部，实现独立后的想法。 建立这样一个国家的想法使玻利瓦尔有一个更广泛的政治目标，这最终促使他采取行动不同于以前的时代。在独立的美西战争的背景下，西蒙·玻利瓦尔带领革命力量打下了由政府控制的制宪会议的基础。此前，高度集中政府的军事一直由副总统或州长行使，而西蒙·玻利瓦尔是在独立战争运动中解放哥伦比亚和委内瑞拉的直接行政权力。

### 玻利瓦尔建立哥伦比亚的藍圖
哥伦比亚的名字赋予了玻利瓦尔对融合南美洲理想的向往。早在1815年的牙买加岛，玻利瓦尔就有了哥伦比亚的想法，得出的实际结论是，能够转化哥伦比亚成为一个可行的民族的国家，有必要建立一个中央集权政府才能协调必要的行动，以保护边界和聚集西班牙美洲的不同民族独立性的保证。
虽然哥伦比亚作为一个国家的计划是由弗朗西斯科·米兰达在其前体在伦敦制定的玻利瓦尔复兴在与先驱第一次接触这个项目，是坚持干下去，同甘共苦，直到死亡的人。
为确保哥伦比亚的自由，认为至关重要的是迅速实现控制权。于是，他在1816年间到在玛格丽塔岛，开始决定来确定他们的领导，并得到了当地领导圣胡安·包蒂斯塔·阿里斯门迪的初步认同后，产生了解放大陆的运动。随着时间的推移，玻利瓦尔不得不处理曾通过行动赢得了他的大将的角色，但最后还是接受了玻利瓦尔的最高指挥权的必要之恶，以击败西班牙，直到最后他的领导都是无可争议的。最高领导层的整合促进了东部和委内瑞拉玻利瓦尔控制安装安哥带来了西班牙远征军在巴勃罗·莫里略和基本机制的必然和长期对抗的组织，让政府来操作。届时西班牙军队在整个美洲的征服后已经非常疲劳后，甚至一般的手段来缓解这种状况也无法阻止他的军队开始从一个非常能干的军事指挥官缓慢下降，由于缺乏资源和增援，来弥补他们所遭受的损失。早在1818年，西班牙军队在委内瑞拉的形势变得站不住脚，他只好撤回其部分力量，试图遏制新格拉纳达玻利瓦尔。届时，政治和军事形势不够好，想到一个国家的组织，这就是1819年2月15日在马德普拉塔的如何设置玻利瓦尔最高法院的大会。

## 現狀
在1831年大哥伦比亚解体後，再統一的呼聲不多。而在1903年，巴拿馬在美國策動下脫離哥倫比亞獨立，當時哥倫比亞國內有人要求收復失土，但礙於國際形勢，未能成事。

## 大哥伦比亚统一
到了2010年代，互聯網在南美普及，令各地人民交流增加，亦使過去很少人注意的話題開始受到很多人關注，這令哥倫比亞、委內瑞拉、厄瓜多爾、巴拿馬四國中，要求重建大哥倫比亞的呼聲增多。大哥倫比亞如果再統一，將會是全球第十四大經濟體，也是全球人口第十二多，及領土面積第十大的國家。